# قازانتا (سقز)
قرية قازانتا (بالكردية: قازانتا) هي إحدى القرى التابعة لـترجان في ريف قسم مركزي من مقاطعة سقز، في محافظة كردستان الإيرانية.

## السكان
حسب إحصاءات سنة 2006، بلغ إجمالي السكان في قازانتا 72 نسمة وعدد المساكن 18 مسكن. لغة سكان قازانتا هي اللغة الكردية و هم من أهل السنة والجماعة والمذهب الشافعي.